# Alois Dengg
Alois Dengg (* 8. Juni 1863 in Deutschlandsberg, Steiermark; † 8. Februar 1944 ebenda) war ein österreichischer Politiker der Großdeutschen Volkspartei (GdP).

## Ausbildung und Beruf
Nach dem Besuch der Volks- und Bürgerschule wurde er Müllermeister.

## Politische Funktionen
- Mitglied des Gemeinderates von Deutschlandsberg
- Mitglied des Bezirksausschusses von Deutschlandsberg
- Mitglied des Ortsschulrates von Deutschlandsberg

## Politische Mandate
- 4. April 1919 bis 9. November 1920: Mitglied der Konstituierenden Nationalversammlung, GdP